# Холланд, Генри, 1-й виконт Натсфорд
Генри Тёрстан Холланд, 1-й виконт Натсфорд (Henry Thurstan Holland, 1st Viscount Knutsford; 3 августа 1825, Натсфорд, Чешир, Соединённое королевство Великобритании и Ирландии — 29 января 1914, там же) — английский государственный и политический деятель.
С 1874 года член палаты общин. Во втором кабинете Солсбери был министром колоний (1887—1892) и председательствовал на колониальной конференции, собравшейся в 1887 году в Лондоне. С 1887 года заседал в палате лордов.